# Univerzita Paříž XII
Univerzita Paříž XII, francouzsky plným názvem Université Paris-Est Créteil Val-de-Marne je francouzská vysoká škola a jedna z univerzit, které vznikly rozdělením starobylé Pařížské univerzity v roce 1971. Hlavní sídlo školy se nachází v kampusu ve městě Créteil jihovýchodně od Paříže v departementu Val-de-Marne, po kterém nese své jméno. Další univerzitní objekty jsou rozmístěny v obcích Sénart, Fontainebleau a Vitry-sur-Seine. Škola nabízí studium literárních a společenských věd, přírodních věd a techniky, lékařství, právních věd, ekonomie, správních věd a pedagogiky. Na škole studovalo v roce 2009 28 631 studentů.

## Historie
Škola byla založena 1. ledna 1971 pod názvem Univerzita Paříž XII - Val de Marne po rozdělení Pařížské univerzity. Vznikla z lékařské fakulty v Créteil ustavené roku 1969 a univerzitního centra v Saint-Maur-des-Fossés ve čtvrti La Varenne-Saint-Hilaire, kde se nacházela od roku 1969 studia práva a ekonomie. V roce 1972 byl k univerzitě připojen Institut d'urbanisme de Paris (Urbanistický ústav v Paříži).
V roce 1988 univerzita rozšířila své aktivity i na území departementu Seine-et-Marne ve městě Sénart. V roce 1995 vzniklo další univerzitní centrum ve Vitry-sur-Seine